# Туфо
Туфо (італ. Tufo) — муніципалітет в Італії, у регіоні Кампанія, провінція Авелліно.
Туфо розташоване на відстані близько 220 км на південний схід від Рима, 55 км на північний схід від Неаполя, 12 км на північ від Авелліно.
Населення — 882 особи (2014).
Щорічний фестиваль відбувається 8 травня. Покровитель — святий Архангел Михаїл.

## Демографія
Населення за роками:

Станом на 1 січня 2023 року в муніципалітеті офіційно проживали 44 іноземці з 13 країн, серед них 19 громадян країн Євросоюзу та 2 громадяни України.

## Сусідні муніципалітети
- Альтавілла-Ірпіна
- Петруро-Ірпіно
- Прата-ді-Принчипато-Ультра
- Санта-Паоліна
- Торріоні